# Brzezinka (powiat bytowski)
Brzezinka (dodatkowa nazwa w j. kaszub. Brzezënka; niem. Bresinke) – mała osada kaszubska w Polsce, położona w województwie pomorskim, w powiecie bytowskim, w gminie Czarna Dąbrówka, na obszarze leśnym Parku Krajobrazowego Doliny Słupi.
| SIMC    | Nazwa         | Rodzaj      |
| ------- | ------------- | ----------- |
| 0742285 | Dąbrowa Leśna | część osady |

W latach 1975–1998 osada administracyjnie należała do województwa słupskiego.